# جون تشارلز دالي
جون تشارلز دالي (بالإنجليزية: John Charles Daly)‏ هو مذيع وصحفي جنوب أفريقي وأمريكي، ولد في 20 فبراير 1914 في جوهانسبرغ في جنوب أفريقيا، وتوفي في 24 فبراير 1991 في تشيفي تشايس ‏ في الولايات المتحدة بسبب نوبة قلبية.

## وصلات خارجية
- جون تشارلز دالي على موقع IMDb (الإنجليزية)
- جون تشارلز دالي على موقع إن إن دي بي (الإنجليزية)
- جون تشارلز دالي على موقع قاعدة بيانات الفيلم (الإنجليزية)